# Tres Algarrobos
Tres Algarrobos is een plaats in het Argentijnse bestuurlijke gebied Carlos Tejedor in de provincie Buenos Aires. De plaats telt 2.994 inwoners.

## Geboren
- Federico Fernández (1989), voetballer